# Enceinte gallo-romaine d'Angers
Pour un article plus général, voir Enceinte urbaine en Gaule romaine.
L'enceinte gallo-romaine d'Angers est une fortification qui protège la ville d'Angers (département français de Maine-et-Loire) à l'époque du Bas-Empire romain. La ville a connu plusieurs systèmes de fortifications.
Longue de 1 250 mètres pour une surface close de 9 ha, ses vestiges préservés sont classés monuments historiques par arrêté en 1907.

## Localisation
L'enceinte couvre un éperon rocheux.

## Historique

### Cadre général
L'Empire romain connaît à partir du IIIe siècle une crise profonde, avec des invasions germaniques extérieures, des conséquences sociales et politiques dont la sécession de l'Empire gaulois et l'insécurité liée aux troupes de Bagaudes.

### Cité des Andicaves
Le peuple gaulois des Andes possède son principal oppidum pourvu d'un rempart de terre, situé à l'emplacement du château d'Angers et de la ville médiévale. La ville du Haut-Empire s'appelle Iuliomagus ; elle est dotée d'une parure monumentale dont un forum situé à l'intersection du cardo et du decumanus, place Saint-Maurice actuelle. La surface de la ville à son apogée est de 70 ha.
Angers appartient avec la réforme de Dioclétien à la Lyonnaise seconde, capitale Rouen, puis à la Lyonnaise troisième, capitale Tours, au début du Ve siècle.
La date de l'édifice n'est pas connue, « entre le IIIe siècle et le Ve siècle ». La construction est datée d'après 280, « en pleine paix, après le rétablissement de l'Ordre et de l’État ». Molin évoque une construction entre la fin du IIIe siècle et le début du IVe siècle, alors que de nombreuses cités de la Gaule de l'ouest se dotent d'enceintes : Le Mans, Nantes, Rennes, Tours.
Il y a une contraction de la zone d'habitat et des secteurs importants de la ville sont abandonnés, secteurs qui fournissent les matériaux de construction utilisés en réemploi. Certains secteurs hors de l'enceinte continuent d'être occupés.

### Depuis l'Antiquité jusqu'à nos jours
L'enceinte est supposée dans un texte de l'évêque Thalasse de 461. Odoacre est assiégé dans Angers par le comte Paul. Childéric a vaincu et tué le comte Paul dans une bataille sous les murs d'Angers en 469-470.
Angers est occupée par les Normands en 873 et l'enceinte tout comme les fossés sont restaurés.
L'édifice tout comme la ville sont attaqués par les fils de Conan Ier de Bretagne en 981-982.
Dès le Xe siècle des faubourgs non protégés sont présents. La muraille romaine est la seule enceinte de la ville jusqu'à la seconde moitié du XIIe siècle.
La tour Villebon est peut-être romaine mais profondément remaniée au XIIe siècle puis au XVIIIe siècle.
La partie située à l'arrière de la cathédrale est détruite pour laisser place à l'abside à la fin du XIIIe siècle.
Les vestiges sont classés comme monuments historiques par la liste de 1907. L'enceinte romaine est fouillée dans les années 1920-1930 par le chanoine Paul-Marie Pinier.
Un projet collectif de recherche « L’enceinte romaine d’Angers. État des connaissances, relevé, étude » débute en 2019.

## Description

### Description générale
- section attestée
- section restituée

Plan de l'enceinte :

L'enceinte couvre 9 ha pour une longueur de 1 250 m. La longueur est comparable à l'enceinte de Tours, alors que celle du Mans mesure 1 300 m et Nantes 1 600 m. Les vestiges ne sont pas d'apparence similaire à l'enceinte du Mans, au décor remarquable.
L'édifice n'a guère été étudié, n'ayant fait l'objet d'« aucun relevé topographique d'ensemble » ni « étude globale détaillée ». Il est cependant bien connu, hormis la façade côté Maine.
La voirie ne reprend pas celle du Haut-Empire et ne prend pas en compte le quadrillage orthogonal.

### Fondations et matériaux
Les fondations de l'enceinte sont réalisées sur du schiste ardoisier ou des blocs de réemploi. 
Le mur est constitué de cubes de pierres déposés sur du mortier, avec souvent toutes les trois assises deux à trois rangs de briques épaisses de 3 cm-4 cm et larges de 30 cm-40 cm. Entre les deux murs de parement se trouve un blocage de pierres et briques mêlées à de la chaux. Le mur a une épaisseur de 4 m à 5 m du côté de la cathédrale mais 2,40 m du côté du Maine. La courtine était haute de 10 m à 12 m. 
Les moellons sont de grès et de calcaire. La construction utilise largement le réemploi de blocs issus de bâtiments antérieurs : morceaux de colonnes, pilastres, chapiteaux. La construction a pu utiliser des murs antérieurs utilisés comme parement intérieur. Le mur a été constitué d'un coffrage en opus caementicium et de deux parements. Le parement extérieur est constitué de trois rangs de moellons de roche et de deux rangées de briques.
Rue Toussaint, le parement a été recouvert par du schiste plat. L'enceinte romaine soutient les terrasses des jardins de la rue Saint-Evroult. Un morceau de la courtine a été découvert au sein du château d'Angers, sous la galerie abritant la Tenture de l'Apocalypse, ainsi qu'une tour en 1952.

### Portes et tours
Trois portes sont connues : une située à l'extrémité de la rue Rangeard, la porte dite de la Vieille-Chartre au XVe siècle, pourvue de deux tours semi-circulaires à talon et d'un passage de 4,60 m. La porte principale appelée porte angevine était située rue du Chanoine-Urseau et possédait deux tours. Une poterne a été identifiée reliant le castrum et le Maine. Une porte a été supposée à l'emplacement de la Porte des Champs, « accès principal de la forteresse royale du XIIIe siècle ».
14 tours ont été identifiées, séparées par des intervalles entre 49 m et 57 m : sept tours semi-circulaires, de 6 m à 8 m, trois tours carrées.